# FANCLUB UNDERWORLD 5 Live in Zepp DiverCity 2016
『FANCLUB UNDERWORLD 5 Live in Zepp DiverCity 2016』は、ポルノグラフィティのライヴDVD／Blu-ray。2016年10月26日にSME Recordsよりリリース。

## 概要
前作『14thライヴサーキット "The dice are cast" Live in OSAKA-JO HALL 2015』から約半年ぶりのリリースとなるライヴ映像作品。
2016年2月から3月にかけて開催されたlove up! 会員限定ライヴイベント『FANCLUB UNDERWORLD 5』から、最終公演となった3月3日のZepp DiverCity（TOKYO）夜公演の模様が収録されている。
『FANCLUB UNDERWORLD 5』では、2015年4月から2016年にかけてlove up! で行われた『love up! 15th Anniversary Project!! "15の夢"、love up! が叶えます！』にファンから寄せられた夢をいくつか叶えており、本作のリリースもその一環である。また、同ライヴでは2000年に発表した1stアルバム『ロマンチスト・エゴイスト』の楽曲を収録曲順に披露している。そのため本作のパッケージ裏の曲名表記は『ロマンチスト・エゴイスト』のジャケット裏の曲名表記と同一の書体となっている。
love up! 会員限定盤（2DVD／2Blu-ray）と通常盤（DVD／Blu-ray）の4形態でのリリース。love up! 会員限定盤は完全生産限定盤となっており、love up! 会員のみ注文可能となっている。love up! 会員限定盤はオリジナルパッケージとなっており、ボーナスディスクには「ラバップソング」とSPECIAL INTERVIEWが収録されている。

## 収録内容

### Disc 1
1. Jazz up
オープニングでは、先述の"15の夢"に「メンバーに影アナをして欲しい」と寄せられたことを受け、メンバーの影アナが行われている。
新藤のたわいもない会話から、岡野の「まじで？」という原曲同様の一言からイントロが始まる。
2. Century Lovers
先述の"15の夢"に「たまには晴一さんが（コールアンドレスポンスを）やってみては？」と寄せられたことを受け、間奏では新藤がオリジナルのコールアンドレスポンスを行っている。
3. ヒトリノ夜（Indies Version）
先述の"15の夢"に「インディーズバージョンの曲が聴きたい」と寄せられたことを受け、制作当初の「ヒトリノ夜」を披露[注釈 7]。
このバージョンは詞曲ともに当時のプロデューサー・本間昭光（ak.homma）が担当しており、歌詞が大きく異なっていることから岡野は「カンペをガン見します」と公言した上で歌唱している。
メンバー曰く、当時の音源を持ち合わせておらず、記憶にも無かったため、動画サイトに非公式でアップロードされている動画を聴き込んだとのこと。
4. ライオン
5. 憂色 〜Love is you〜
2005年に行われた限定ライヴ『C1000タケダ Presents ポルノグラフィティ プレミアムLIVE』以来の披露。
新藤は、先述の"15の夢"に寄せられたリクエストを受けてプロデュースした『Fender Telecaster HARUICHI MODEL』を使用して演奏。
6. Heart Beat
3月2日公演では本間昭光が演奏に参加した[5]。
7. マシンガントーク
曲前のMCで、岡野が曲名を「マジックショー」と間違える一幕がある。
岡野のモンキーダンスが定番となっている楽曲であるが、前回披露した『13thライヴサーキット "ラヴ・E・メール・フロム・1999"』のツアーファイナル（2014年3月29日）で、激しいモンキーダンスを繰り返した結果、首付近を痛めてしまったため、今回はトレーナーストップによりモンキーダンスは行われなかった。
アウトロでは3月を以って異動となるマネージャー、退社するスタッフがステージに招き入れられ、宗本康兵・nang-changと共にモンキーダンスを行っている。
8. デッサン#1
9. アポロ
岡野・新藤によるアコースティックバージョン。
10. ラビュー・ラビュー
11. ジレンマ
12. リビドー
13. ロマンチスト・エゴイスト

### Disc 2
1. Talking about ロマンチスト・エゴイスト
『ロマンチスト・エゴイスト』の制作に携わった田村充義と本間昭光による対談や、当時を振り返るメンバーのインタビューを収録している[4]。
インタビューの後に「ラバップソング」を演奏している模様が収録されている。

## 演奏参加
Porno Graffitti
- 岡野昭仁：Vocal, Guitar
- 新藤晴一：Guitar, Chorus

Support Musicians
- 野崎真助：Drums
- 野崎森男：Bass
- 宗本康兵：Keybord
- nang-chang：Manipulator